# اسبل کیپروپ
اسبل کیپروپ (زاده ۳۰ ژوئن ۱۹۸۹) یک دونده نیمه استقامت کنیایی است که تخصصش دو ۱۵۰۰ متر است. در المپیک تابستانی ۲۰۰۸، پس از آن که نمونه دوپینگ رشید رمزی برنده مدال طلای ۱۵۰۰ متر مثبت اعلام شد، کیپروپ به مدال طلا دست یافت. کیپروپ سه عنوان قهرمانی جهان را در سال‌های ۲۰۱۱، ۲۰۱۳ و ۲۰۱۵ به دست آورده‌است.

## آمار

### بهترین نتایج
| مسافت    | زمان    | مکان   | تاریخ         |
| -------- | ------- | ------ | ------------- |
| ۸۰۰ متر  | ۱:۴۳٫۱۵ | موناکو | ۲۲ ژوئیه ۲۰۱۱ |
| ۱۵۰۰ متر | ۳:۲۶٫۶۹ | موناکو | ۱۷ ژوئیه ۲۰۱۵ |
| یک مایل  | ۳:۴۸٫۵۰ | یوجین  | ۷ ژوئن ۲۰۰۹   |
| ۳۰۰۰ متر | ۷:۴۲٫۳۲ | تورین  | ۸ ژوئن ۲۰۰۷   |

اطلاعات از پروفایل فدراسیون جهانی گرفته شده‌است.